# Feldflieger-Abteilung 27
Feldflieger-Abteilung Nr. 27 – FFA 27 jednostka obserwacyjna i rozpoznawcza lotnictwa niemieckiego Luftstreitkräfte z początkowego okresu I wojny światowej.

## Informacje ogólne
W momencie wybuchu I wojny światowej z dniem 1 sierpnia 1914 roku jako jednostka pomocnicza 4 Armii Cesarstwa Niemieckiego została przydzielono do większej jednostki Batalionu Lotniczego Nr.3 (Darmstadt).
Pierwszym dowódcą jednostki został porucznik Alfred Keller
W początkowym okresie działalności jednostka była przydzielona do XVIII Korpusu Armijnego Cesarstwa Niemieckiego należącego do 4 Armii i stacjonowała na lotnisku Conz.
31 października 1916 roku jednostka została przeformowana i zmieniona we Fliegerabteilung 266 (Artillerie) (FA 266 A).
W jednostce służyli m.in. Fritz Otto Bernert,

## Dowódcy Eskadry
| Stopień   | Nazwisko      | Okres                   |
| --------- | ------------- | ----------------------- |
| Porucznik | Alfred Keller | 01.08.1914 – xx.xx.1915 |
| Kapitan   |               |                         |